# 富樫あずさ
富樫 あずさ（とがし あずさ、1990年12月12日 - ）は、日本のグラビアアイドル。埼玉県出身。

## 略歴
2007年、小学館の『週刊ヤングサンデー』「ミスYS乙女学院」の準グランプリを鈴木礼央奈と共に受賞し、グラビアアイドルとしてデビュー。

## 人物
- 中学生の時にソフトテニス部部長を務め、県大会に出場[3]。
- 我慢強いことは誰にも負けず、具体例としてダイエットのために3日間寝ずに過ごしたことがある[3]。
- 趣味は読書・アイロンがけ・ガーデニングなど。
- 2歳下の弟がいる。

## 作品

### 映像作品
- あずちゃんぷる（2006年10月25日、avex trax）
- 天使のあずキッス（2007年1月26日、マーレ）
- Clarity 〜16歳の瞬光〜（2008年3月25日、晋遊舎）
- 水精 Sui・Sei 〜 あずさ17歳（2008年6月20日、ラインコミュニケーションズ）
- A to Z（2009年1月23日、彩文館出版）
- あずさ♥卒業します。 （2009年4月25日、晋遊舎）
- あずさの秘密 （2009年7月31日、アクアハウス/スパイスビジュアル）
- Tune〜18の調べ （2009年10月20日、ラインコミュニケーションズ）
- SWINUTION （2010年1月22日、トリコ）
- あずの課外授業 （2010年4月27日、晋遊舎）
- 濡れちゃった （2010年8月4日、QH映像）
- 誘惑 （2010年10月27日、晋遊舎）
- 濡女－nureejyo－（2011年1月28日、スパイスビジュアル）
- 聖＊少女（2011年5月13日、マックス）
- もぎたて!!（2011年7月15日、日本メディアサプライ）
- 聖*少女2（2011年12月3日、晋遊舎）
- 聖*少女3〜時空セラピスト〜（2012年2月27日、マックス）
- 聖*少女final〜ファイナル〜（2012年5月15日、マックス）
- Love Message（2012年7月27日、グラッソ）
- Compilation （2012年11月02日、M.B.D メディアブランド）
- Desert (DVD & Blu-ray) （2013年5月24日、Princess）
- Dubai Dream （2013年7月05日、Princess)
- 蜜愛（2014年6月20日、竹書房)
- 全てが、マックス!!!（2014年12月26日、エスデジタル)
- Sweet TRAP (DVD & Blu-ray) （2015年3月27日、エスデジタル)
- 無修正 ～ドバイ編～ (DVD & Blu-ray) （2015年9月04日、Princess)

## 出演

### テレビ
- 鯨井康雄写真館 #7[リンク切れ]（2008年、つくばテレビ）
- アメリカザリガニのアイドル★チェキ!II（2009年4月13日、GyaOジョッキー） - ゲスト出演
- くだまき八兵衛（2011年2月3日・11月3日、テレビ東京）
- 女神降臨 #42（2012年4月27日、MONDO TV）

### 舞台
- 漂流劇（2011年3月9日 - 13日、エアースタジオ）
- プレイス 特別版〜海の家借りちゃいました〜（2011年9月21日 - 25日、アクアスタジオ）
- 第一次家庭内大戦〜手打ちの仕方〜（2013年6月6日 - 9日、下北沢シアター711）
- 青の祓魔師 〜青の焔 覚醒編／京都 不浄王編〜（2014年6月、サンシャイン劇場） - ヒロイン・杜山しえみ 役

### Vシネマ
- 代紋を捨てた男（2015年） - 兵頭真里奈(兵頭組組長の娘) 役

### ネット配信
- スマホ放送局「マイスマTV」ミスヤングチャンピオンch（毎日23時配信）
- マシェパラ

## 書籍

### 写真集
- Clarity〜16歳の瞬光〜（2008年4月5日、晋遊舎、撮影：西條彰仁）ISBN 978-4883807284
- A to Z（2009年1月、彩文館出版、撮影：前村竜二）ISBN 978-4-7756-0362-8
- あずさ♥卒業します。（2009年4月25日、晋遊舎、撮影：小池伸一郎）ISBN 978-4-88380-948-6
- あずさの秘密 （2009年7月30日、アクアハウス、撮影：中山雅文）ISBN 978-4-86046-122-5
- Bold.（2013年12月19日、エンターブレイン、撮影：サトウ テツオ）ISBN 978-4047293700